# Nematus viridissimus
Nematus viridissimus är en stekelart som beskrevs av Friedrich Alfred Gustav Jobst Möller 1882. Nematus viridissimus ingår i släktet Nematus, och familjen bladsteklar. Arten är reproducerande i Sverige.